# Фридрих Карл Арнолд Швасман
Фридрих Карл Арнолд Швасман (Хамбург, 25. март 1870 — , 19. јануар 1964) је био немачки астроном.
Швасман је дипломирао у Лајпцигу, а касније и у Берлину 1891. и у Гетингену. Касније, 1897. године, одлази у Хајделберг, у нову опсерваторију на брду Кенигштул, и остао тамо све до одласка у пензију 1934. године.
| 435 Ella[1]           | 11. септембар 1898 |
| 436 Patricia[1]       | 13. септембар 1898 |
| 442 Eichsfeldia[1]    | 15. фебруар 1899   |
| 443 Photographica[1]  | 17. фебруар 1899   |
| 446 Aeternitas[1]     | 27. октобар 1899   |
| 447 Valentine[1]      | 27. октобар 1899   |
| 448 Natalie[1]        | 27. октобар 1899   |
| 449 Hamburga[1]       | 31. октобар 1899   |
| 450 Brigitta[1]       | 10. октобар 1899   |
| 454 Mathesis          | 28. март 1900      |
| 455 Bruchsalia[1]     | 22. мај 1900       |
| 456 Abnoba[1]         | 4. јун 1900        |
| 457 Alleghenia[1]     | 15. септембар 1900 |
| 458 Hercynia[1]       | 21. септембар 1900 |
| 905 Universitas       | 30. октобар 1918   |
| 906 Repsolda          | 30. октобар 1918   |
| 912 Maritima          | 27. април 1919     |
| 947 Monterosa         | 8. фебруар 1921    |
| 989 Schwassmannia     | 18. новембар 1922  |
| 1192 Prisma           | 17. март 1931      |
| 1303 Luthera          | 16. март 1928      |
| 1310 Villigera        | 28. фебруар 1932   |
| 1. 1 са Максом Вулфом |                    |